# Socialskyddsrörelsen
Socialskyddsrörelsen eller sociologiska skolan var en kriminalpolitisk rörelse som växte fram i Europa under 1900-talets mitt, särskilt efter andra världskriget. Rörelsen förespråkade ett fokus på brottsförebyggande och rehabilitering snarare än repressiva straff, och betraktade brott som ett socialt problem snarare än enbart ett juridiskt. Istället för att straffa brottslingar utifrån en strikt proportionalitetsprincip, ville socialskyddsrörelsen förstå och åtgärda de bakomliggande orsakerna till brottslighet, såsom sociala missförhållanden och individuella svårigheter.

## Bakgrund
Socialskyddsrörelsen uppstod i en tid präglad av samhällsomvandling och ökande insikter om sociala problem som fattigdom, arbetslöshet och psykisk ohälsa. Inom kriminalpolitik började nya idéer ta form som utmanade traditionella, straffbaserade modeller. I stället för att betrakta brottslingen som en medveten överträdare av lagen, menade rörelsen att individens handlingar ofta kunde förstås mot bakgrund av sociala, ekonomiska och psykologiska faktorer.

## Centrala idéer
Socialskyddsrörelsen byggde på flera grundprinciper:
- Brott som socialt fenomen: Brott ansågs vara ett uttryck för brister i individens livsvillkor och samhälleliga strukturer, snarare än enbart ett resultat av moralisk skuld.
- Individanpassade åtgärder: Påföljder skulle utformas utifrån individens behov, med fokus på rehabilitering snarare än enbart vedergällning.
- Brottsförebyggande arbete: Genom sociala insatser som utbildning, arbete och vård skulle risken för brottslighet minska.
- Behandlingstanken: Särskilt bland unga lagöverträdare betonades vikten av behandling inom ramen för socialtjänsten eller rättspsykiatrin.

## Påverkan i Sverige
I Sverige hade socialskyddsrörelsen ett starkt inflytande på kriminalpolitiken under 1950- och 1960-talen. Idéerna märktes tydligt i utformningen av Brottsbalken (1965), där rehabilitering och återanpassning till samhället betonades. Särskilda påföljder som skyddstillsyn, vård inom socialtjänsten och särskilda ungdomsåtgärder utvecklades som alternativ till fängelse.

## Kritik och nedgång
Under 1970- och 1980-talen växte kritiken mot socialskyddsrörelsen. Kritiker menade att individanpassade straff ledde till rättsosäkerhet och bristande likhet inför lagen. Rörelsen anklagades för att urholka principen om proportionalitet mellan brott och straff. Som en reaktion skedde en kriminalpolitisk förskjutning mot en mer legalistisk och rättssäker modell (se Nyklassiska skolan), där fastare straffskalor och tydligare koppling mellan gärning och påföljd betonades.

## Arv
Även om socialskyddsrörelsens inflytande minskade, lever dess idéer vidare inom moderna former av kriminalvård och brottsförebyggande arbete. Synen på vikten av rehabilitering och åtgärder mot social utsatthet som en väg att förebygga brott är fortfarande central i många rättspolitiska diskussioner.